# Takastenus bituberculatus
Takastenus bituberculatus är en stekelart som först beskrevs av Cameron 1905.  Takastenus bituberculatus ingår i släktet Takastenus och familjen brokparasitsteklar. Inga underarter finns listade i Catalogue of Life.